# Chapelle Notre-Dame-de-Lourdes de Wandignies-Hamage
La chapelle Notre-Dame-de-Lourdes est une chapelle catholique située à Wandignies-Hamage, en France.

## Localisation
La chapelle est située dans le département français du Nord, sur la commune de Wandignies-Hamage, dans un des virages de la rue Jean-Jaurès.